# Chlorocypha dahli
Chlorocypha dahli är en trollsländeart som beskrevs av Fraser 1956. Chlorocypha dahli ingår i släktet Chlorocypha och familjen Chlorocyphidae. IUCN kategoriserar arten globalt som livskraftig. Inga underarter finns listade i Catalogue of Life.